# Roburent
Roburent est une commune italienne de la province de Coni dans la région Piémont et également le nom de la montagne à côté. 

## Administration
| Période                                  | Période | Identité | Étiquette | Qualité |
| ---------------------------------------- | ------- | -------- | --------- | ------- |
|                                          |         |          |           |         |
| Les données manquantes sont à compléter. |         |          |           |         |

### Hameaux
San Giacomo

### Communes limitrophes
Frabosa Soprana, Garessio, Montaldo di Mondovì, Ormea, Pamparato, Torre Mondovì